# ラシュデン・アンド・ダイアモンズFC
ラシュデン・アンド・ダイアモンス・フットボール・クラブ（Rushden & Diamonds Football Club）は、かつて存在したイングランドのサッカークラブチームである。2011年までイングランド、ノーサンプトンシャー州アースリングボロを本拠地とした。

## 歴史
1992年に、ラシュデン・タウン（1889年創設 Rashden Town FC）と、アースリングボロ・ダイアモンズ（1946年創設 Irthlingborough Daiamonds FC）の2つのクラブが合併したことにより誕生した。
2000-01シーズンに初の4部昇格を決めると、翌2001-02シーズンから2005-06シーズンに5部に降格するまでの5シーズン間、プロリーグであるフットボールリーグに所属した。2002-03シーズンには4部で優勝し、3部への昇格も経験した。しかし、翌シーズンに4部に降格した。
2011年に破産し、消滅。その後、後継チームであるAFCラシュデン・アンド・ダイアモンズが設立され、現在も活動している。

## タイトル

### 国内タイトル
- フットボールリーグ・ディヴィジョン3:1回

2002-2003

### 国際タイトル
- なし

## 歴代所属選手
- ディーン・ホールズワース（2003）
- ロブ・ギア（2004-2006）
- リー・トムリン（2005-2010）
- ジョン・ラディ（2005）
- ヤニク・ボラシエ（2008-2009）